# Proctacanthella tolandi
Proctacanthella tolandi là một loài ruồi trong họ Asilidae. Proctacanthella tolandi được Wilcox miêu tả năm 1965. Loài này phân bố ở vùng Tân Bắc giới.